# Ni un paso atrás
Ni un paso atrás es el segundo disco de la banda de rock española Reincidentes, editado en 1991. Es el primero de los seis que publicarían bajo la firma del sello alternativo Discos Suicidas.
El disco fue producido, al igual que todos los de la banda, por Francisco Pizarro, hermano del batería de la banda y el mismo supone la incorporación del técnico de sonido Carlos Domínguez Reinhardt, el cual ya no dejaría de formar parte de la banda en futuros trabajos.
Ni un paso atrás continúa con el tono activista de su anterior álbum "Reincidentes" con canciones como Aprendiendo a luchar, Mili KK o No somos nada donde la banda deja constancia de su descontento con la situación social de la España de principios de los 90.

## Lista de canciones
1. Aprendiendo a luchar
2. Tú deliras
3. Yo soy yo
4. Chavy
5. Móntate una estafa
6. Sadomasoquista
7. Güi Are De Güor
8. Mili kk
9. El grupo X
10. Voy vacilando
11. Cuando uno de ellos caiga
12. Odio
13. No somos nada
14. Er tranky